# Jeney Ádám

Feleségével közös sírja a Házsongárdi temetőben

Jeney Ádám (Vulkán, 1928. november 18. – 1957.  szeptember) erdélyi magyar filmoperatőr, Jeney Lám Erzsébet férje.

## Életpályája
Családja 1940-ben Dél-Erdélyből Kolozsvárra költözött. Jeney Ádámot az érettségi után a bukaresti Alexandru Sahia filmstudió operatőrasszisztensként alkalmazta.
Operatőrként több természettudományi dokumentumfilmet készített – például Erdők (Pădurile), 1949; Mélységek varázsa (Farmecul adâncurilor), 1957. Külföldi filmfesztiválokon is sikeresen szerepelt,  Cannes-ban díjat is kapott.
1957 szeptemberében szolgálati úton autóbalesetben elhunyt. Sírja a Házsongárdi temetőben a Biasini-kripta kertjében található.

## Emlékezete
- Jeney Ádám: Mélységek varázsa. [részletek az autóbalesetben elhunyt J. Á. filmoperatőr naplójából] (ill: 2 kép a Mélységek varázsa c. filmből) Utunk, 1959. dec. 18.  7. oldal.
- 2008. december 19-én Jeney Ádámra emlékeztek Kolozsváron a református kollégium dísztermében. A megemlékezésen filmrészleteket is vetítettek.